# Collegia pietatis
Collegia pietatis é uma expressão latina que descreve os grupos religiosos paralelos à igreja reformada e/ou protestante européia alemã, destinados a promover a leitura, a comunhão e o debate sobre a Bíblia.
Quem fomentou o início da formação destes grupos foi o teólogo alemão Philipp Jakob Spener, com o intuito de continuar a Reforma Protestante.